# Euryozius sanguineus
Euryozius sanguineus is een krabbensoort uit de familie van de Pseudoziidae. De wetenschappelijke naam van de soort werd in 1767 voor het eerst geldig gepubliceerd in door Carl Linnaeus.